# Otto Hübschle
Otto J. B. Hübschle (* 9. Oktober 1945 in Radolfzell am Bodensee; † 16. Juli 2008 in Paris) war ein deutsch-namibischer Fachtierarzt, Virologe und Leiter der namibischen Veterinärbehörde.

## Herkunft und Familie
Hübschle war ein Sohn von Otto Eduard Hübschle (1906–1948), Regierungsrat im Landwirtschaftsamt Radolfzell am Bodensee.
Am 22. September 1973 heiratete er die namibische Politikerin Michaela Hübschle, geborene Kuntze. Er hatte mit ihr zwei Kinder, darunter den Regisseur Tim Hübschle.

## Leben und Wirken
Hübschle studierte Veterinärmedizin an der Universität München und der Universität Zürich. 1970 erhielt er ein Stipendium des Deutschen Akademischen Austauschdienstes und setzte am Onderstepoort Veterinary Institute im südafrikanischen Pretoria sein Studium fort. Er schloss es als Veterinärmediziner mit dem Hauptfach in Virenforschung ab und arbeitete mehrere Jahre an diesem Institut. Während seines Studiums in Pretoria lernte er auch seine Ehefrau, die namibische Farmerstochter und spätere Politikerin Michaela Kuntze, kennen. Im Jahr 1976 zog das Ehepaar nach Tübingen, wo Hübschle an der Bundesforschungsanstalt für Viruskrankheiten der Tiere (BFAV) sich unter anderem mit der Maul- und Klauenseuche befasste und zum Fachtierarzt für Mikrobiologie und Serologie promovierte.
Nach seinem Studium arbeitete Hübschle an verschiedenen Projekten in Madagaskar und Kenia, sowie als Berater für die Europäische Union. 1983 bekam er eine Anstellung als Vizedirektor des Central Veterinary Laboratory (CVL) in Windhoek. Unter seiner Führung wurden neue Forschungsgebiete aufgenommen und das Labor entwickelte sich zu einer international anerkannten Forschungsanstalt. Als Forscher verfasste er während dieser Zeit auch zahlreiche wissenschaftliche Artikel. 2006 wurde er zum Leiter der namibischen Veterinärbehörde (Directorate of Veterinary Services), eines der acht Direktorate des namibischen Landwirtschaftsministeriums, ernannt und setzte sich hier vor allem für die Ausrottung der Maul- und Klauenseuche sowie verschiedener Lungenkrankheiten in der namibischen Wild- und Nutztierhaltung ein und ermöglichte den Farmern so breiteren Zugang zu internationalen Märkten.
Hübschle nahm 2008 als Chief Veterinary Officer an dem Jahreskongress der Weltorganisation für Tiergesundheit (OIE) in Paris teil. Während dieser Veranstaltung wurde er mit Herzproblemen in ein Pariser Krankenhaus eingeliefert und starb am 16. Juli 2008 an Herzversagen. Die Trauerfeier fand am 25. Juli 2008 in der Christuskirche in Windhoek statt. Das namibische Landwirtschaftsministerium, die Fachzeitschrift Veterenaria Italiana, der er als Mitglied des wissenschaftlich beratenden Gremiums angehörte, und die namibische RDP-Partei, der seine Frau als Politikerin angehört, verfassten einen Nachruf und würdigten Hübschles „bahnbrechende wissenschaftliche Arbeit“ und nannten ihn einen „Verfechter von Gerechtigkeit und Frieden“.

## Werke
- A study of the application and factors affecting plaque assay of bluetongue virus. Pretoria 1975, OCLC 123576541 (englisch).
- Virusaerosole, ein Beitrag zur Sammlung und Konservierung in Flüssigkeiten. München 1978, DNB 801281121, OCLC 256385705.
- Exotische Virusseuchen der Wiederkäuer. I. Bluetongue (Blauzungenkrankheit). In: Tierärztliche Umschau. 34. Jahrgang. Terra Verlag, Konstanz 1979, S. 243–253.
- Exotische Virusseuchen der Wiederkäuer. II. Rift-Tal-Fieber. In: Tierärztliche Umschau. 38. Jahrgang. Terra Verlag, Konstanz 1983, S. 268–273.
- Tierkrankheiten in Afrika – Die Bedeutung tiermedizinischer Forschung für deren Kontrolle. In: Deutsche Evangelisch-Lutherische Kirche in Südwestafrika (DELKSWA) (Hrsg.): Afrikanischer Heimatkalender 1987. Windhoek 1987, OCLC 5339690, S. 67–69.
- Rabies in the Kudu Antelope (Tragelaphus strepsiceros). In: Reviews of Infectious Diseases. Band 10, Supplement 4, November–Dezember. Chicago 1988, OCLC 4098788, S. 629–633, JSTOR:4454707 (englisch).
- Otto Hübschle, R. Lelli, J. Frey, Robin Nicholas: Contagious bovine pleuropneumonia and vaccine strain T1/44. In: Veterinary Record. Band 150, Nr. 19. British Veterinary Association, London 11. Mai 2002, S. 615 (englisch).
- Otto Hübschle, Kevin Godinho, T. Rowan, Robin Nicholas: Danofloxacin treatment of cattle affected by CBPP. In: The Veterinary Record. Band 155, Nr. 13. British Veterinary Association, London 25. September 2004, S. 403 (englisch).
- Karen Mansfield, Lorraine McElhinney, Otto Hübschle, Felix Mettler, Claude Sabeta, Louis H. Nel, Anthony R. Fooks: A molecular epidemiological study of rabies epizootics in kudu (Tragelaphus strepsiceros) in Namibia. In: Veterinary Research. Band 2, Nr. 2. BioMed Central, 13. Januar 2006, OCLC 795980725, doi:10.1186/1746-6148-2-2 (englisch).
- Otto Hübschle, Ortwin Aschenborn, Kevin Godinho, Robin Nicholas: Control of CBPP – a role for antibiotics? In: The Veterinary Record. Band 159, Nr. 14. British Veterinary Association, London 30. September 2006, S. 464, doi:10.1136/vr.159.14.464-b (englisch).
- Massimo Scacchia, F. Sacchini, G. Filipponi, M. Luciani, R. Lelli, Georgina Tjipura-Zaire, A. di Provvido, A. Shiningwane, F. Ndiipanda, A. Pini, V. Caporale, Otto J. B. Hübschle: Clinical, humoral and IFNgamma responses of cattle to infection with Mycoplasma mycoides var. mycoides small colony and attempts to condition the pathogenesis of the infection. In: Onderstepoort Journal of Veterinary Research. Band 74, Nr. 3. Pretoria 13. September 2007, S. 251–263, doi:10.4102/ojvr.v74i3.128 (englisch).
- Carl Hamsten, Georgina Tjipura-Zaire, Laura McAuliffe, Otto J. B. Hübschle, Massimo Scacchia, Roger D. Ayling, Anja Persson: Protein-specific analysis of humoral immune responses in a clinical trial for vaccines against contagious bovine pleuropneumonia. In: American Society for Microbiology (Hrsg.): Clinical and Vaccine Immunology (CVI). Band 17, Nr. 5. Washington, D. C. 2010, S. 853–861, doi:10.1128/CVI.00019-10 (englisch).
- Massimo Scacchia, Georgina Tjipura-Zaire, R. Lelli, F. Sacchini, Otto J. B. Hübschle, A. Pini: Contagious bovine pleuropneumonia: infection by intubation versus exposure to infected animals, comparative study on disease outcome. In: Veterenaria Italiana. Band 47, 4/2011. Istituto Zooprofilattico Sperimentale dell’Abruzzo e del Molise „G. Caporale“ (IZSAM), Teramo 2011, S. 407–413 (englisch).